# Chang (bere)
Chang (în thailandeză เบียร์ช้าง, în traducere „elefant”) este o marcă de bere thailandeză produsă începând din 1995 de compania Beer Thai, fondată în 1991 de omul de afaceri Charoen Sirivadhanabhakdi, magnatul național al băuturilor alcoolice distilate, și asociată în perioada 1993–2003 cu grupul danez producător de bere Carlsberg într-un joint venture denumit Carlsberg Brewery (Thailand) Company Limited.
Berea Chang este produsă în prezent de grupul Thai Beverage (ThaiBev), parte componentă a conglomeratului Thai Charoen Corporation⁠(d) (TCC Group), în trei fabrici de bere din Thailanda: una din districtul Khlong Khlung (provincia Kamphaeng Phet), deținută de Beer Thai (1991) Public Company Limited, o alta din districtul Bang Ban (provincia Ayutthaya), deținută de Beer Thip Brewery (1991) Company Limited, și o a treia din districtul Wang Noi (provincia Ayutthaya), deținută de Cosmos Brewery (Thailand) Ltd.

## Istoric
Producția de băuturi alcoolice din Thailanda a fost reglementată și monitorizată de stat, iar companiile thailandeze de fabricare a băuturilor alcoolice erau monopol de stat. În 1991, odată cu începerea unei noi faze de liberalizare a economiei thailandeze, Charoen Sirivadhanabhakdi, proprietarul companiei Thai Charoen Corporation⁠(d) (TCC) și magnatul național al băuturilor alcoolice distilate, a înființat compania Beer Thai și s-a asociat cu grupul danez producător de bere Carlsberg pentru a intra pe piața berii din Thailanda, aflată în creștere și dominată la acea vreme de compania Boon Rawd Brewery⁠(d) (fondată în 1933), care producea berea Singha⁠(d), ce deținea o cotă de piață de 80%. A fost format în iunie 1993 un joint venture între compania Beer Thai și grupul Carlsberg, denumit Carlsberg Brewery (Thailand) Company Limited, și, cu ajutorul companiei daneze Danbrew, Ltd., A/S (o subsidiară a grupului Carlsberg), a fost construită o fabrică de bere în districtul Bang Ban al provinciei Ayutthaya, care a produs și distribuit sub licență berea Carlsberg în Thailanda. Fabrica a fost construită pe un teren de 330 de rai (52,8 ha) și a necesitat o investiție de 2,5 miliarde de bahți. Berea Carlsberg nu a avut prea mare succes pe piața thailandeză, în principal din cauza naționalismului consumatorilor thailandezi, care preferau berile locale în locul celor de import.
Trei ani mai târziu, profitând de cunoștințele dobândite de la grupul Carlsberg, Charoen a început să-și producă propria bere, denumită „Chang” (cuvântul thailandez pentru „elefant”), care a fost prezentată ca o versiune populară a berii Carlsberg. Prima sticlă de bere Chang a fost produsă pe 4 aprilie 1994 de fabrica de bere Beer Thai Company din districtul Bang Ban al provinciei Ayutthaya și a fost comercializată oficial pe 2 martie 1995, devenind rapid principalul competitor al berii Singha. Prețul de vânzare al berii Chang era mult mai redus decât cel al competitorilor: astfel, dacă o sticlă de bere Singha era vândută la 55-60 de bahți, sticla de bere Chang a fost vândută la 20-30 de bahți, conform „strategiei 4 sau 5 sticle pentru 100 de bahți”. Charoen i-a forțat pe distribuitori să accepte noua bere atât prin practicarea unor prețuri de dumping și printr-un marketing agresiv, cât mai ales prin poziția sa de monopol asupra pieței băuturilor spirtoase; în caz de refuz, el urma să nu le mai vândă whisky-ul thailandez și celelalte băuturi distilate, care erau foarte populare în zonele rurale. Această practică a fost considerată „neloială” de către Comitetul Concurenței din Thailanda, potrivit legii concurenței din 1997, dar nu s-a putut lua nicio măsură din cauza inexistenței unei definiții detaliate a expresiei „lider de piață”.

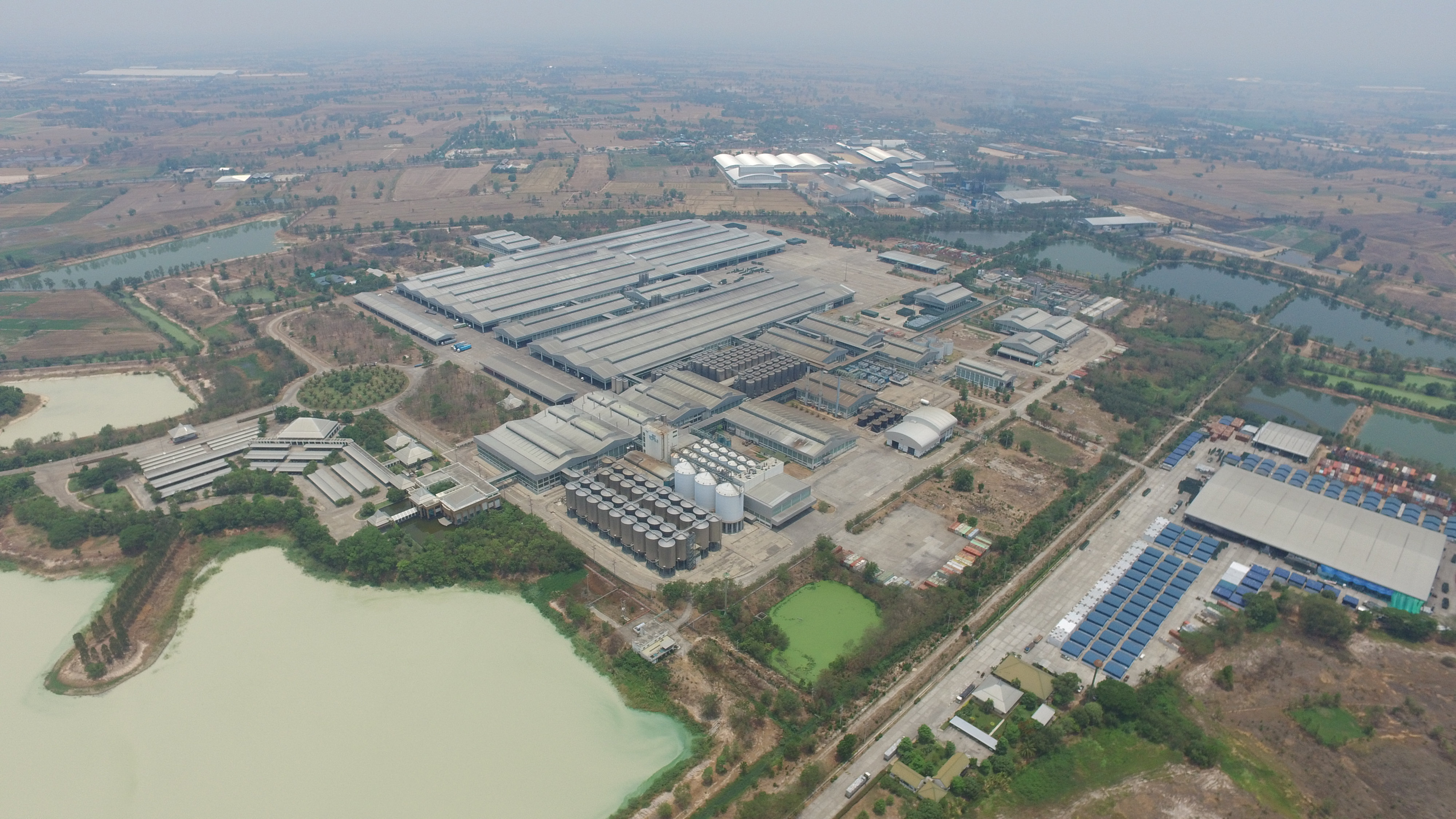
Fabrica de bere din provincia Kamphaeng Phet

În următorii cinci ani, ca urmare a prețului său mai redus, a conținutului mai ridicat de alcool (7%, față de 6% a berii Singha), și a unui marketing agresiv într-o perioadă de criză economică, berea Chang a ajuns să dețină o cotă de aproape 60% din piața locală. Criza financiară din 1997 a lovit puternic clasa de mijloc din Thailanda, iar moneda națională, bahtul, a fost lăsat să floteze și s-a devalorizat cu 50 %, provocând o inflație mare. Prin intermediul relațiilor sale (precum Adulakit Kitiyakara, fratele reginei Sirikit, care a fost primul președinte al companiei Beer Thai), Charoen a reușit să obțină clasificarea berii Chang drept „marcă economică”, ceea ce însemna că era supusă unor accize mai mici. Principalul său concurent, Boon Rawd Brewery, împrumutase anterior o sumă mare de bani de pe piețele financiare internaționale pentru construirea unei fabrici noi în provincia Pathum Thani (care în 1995, imediat după construcție, a suferit un incendiu devastator), iar izbucnirea crizei a dus la dublarea datoriei. În aceste condiții, populația s-a orientat către berea Chang, care era mai ieftină, în timp ce cota de piață a berii Singha s-a prăbușit, iar vechea marcă de bere care promova o imagine exotică a țării (templele, pagodele, dansatoarele thailandeze) a fost considerată un simbol al trecutului.
Principalii cumpărători ai berii Chang erau însă membrii clasei muncitoare thailandeze, locuitorii din zonele rurale și chiar unii intelectuali de stânga. Din acest motiv, berea Chang a ajuns să fie asociată cu obiceiurile de consum ale clasei muncitoare și cu naționalismul thailandez strident. Cotele de piață ale principalelor mărci de bere din Thailanda erau în anul 1999 următoarele: Chang (57,96%), Singha și Leo (34,81%), Heineken și Amstel (4,33%), Carlsberg (1,66%), Kloster, Black, Tiger, Amarit, Beck’s și Brew Max (1,24%). Campaniile grupurilor budiste thailandeze împotriva creșterii consumului de alcool nu au redus în mod semnificativ entuziasmul consumatorilor berii Chang. Succesul berii Chang a condus la construirea unei noi fabrici pe un teren de 1600 de rai (256 ha) din districtul Khlong Khlung al provinciei Kamphaeng Phet: construcția fabricii a început în noiembrie 1999 și a durat 32 de luni, având un cost de 9 miliarde de bahți (276 milioane de dolari). Ea a început producția la 12 octombrie 2001, iar prima sticlă de bere Chang a fost produsă la 23 noiembrie 2001. Ulterior a fost deschisă o a treia fabrică de bere în districtul Wang Noi al provinciei Ayutthaya, cu o capacitate de producție de 1,2 milioane de hectolitri pe an.
Eclipsat în mare parte ca urmare a concurenței făcute de berea Chang, grupul Carlsberg s-a retras din joint venture în 2003, susținând că Beer Thai Company nu și-a îndeplinit obligația contractuală de a investi capitalurile convenite, și a denunțat acordul de licență pentru producerea și comercializarea berii Carlsberg. Astfel, din cauza conflictelor de interese, berea Carlsberg a dispărut de pe piața thailandeză, iar acțiunile grupului danez au fost cumpărate de compania Beer Thai. După retragerea grupului Carlsberg, Charoen Sirivadhanabhakdi a încorporat în octombrie 2003 cele 58 de companii deținute de el, care aveau ca obiect de activitate producerea și comercializarea de băuturi alcoolice (fabricile de bere, distileriile de băuturi spirtoase), de băuturi nealcoolice și de produse alimentare, într-un concern numit Thai Beverage Public Company Limited (pe scurt ThaiBev), cu un capital social de 20 de miliarde de bahți, care a fost majorat două luni mai târziu la 22 de miliarde de bahți.
Intenționând o diversificare a producției, ThaiBev a lansat pe piață în martie 2016 două noi sortimente de bere: Chang Light și Chang Draught. În 2015, cu ocazia aniversării de 20 de ani a berii Chang, grupul ThaiBev a schimbat designul ambalajului berii Chang Classic, introducând o sticlă verde smarald (în locul celei chihlimbarii) și o etichetă aurie tipică sticlelor de șampanie, care reflectă un aspect modern și mai elegant. Directorii companiei urmăreau astfel să atragă mai mulți băutori tineri din categoria de vârstă 20–35 de ani pentru a crește ponderea berii Chang pe piața națională de la aproximativ 30% la 45–50% și a deveni lider de piață. În acest scop, s-a renunțat la fabricarea și distribuția sortimentelor Chang Light, Chang Export și Chang Draught și a fost redusă alcoolemia berii Chang Classic de la 6% la 5,5%. Noua bere a fost distribuită atât pe piața locală, cât și pe piețele din întreaga lume, îndeosebi din țările membre ale ASEAN (precum Myanmar, Singapore, Malaysia și Cambodgia).

## Caracteristici
Aceasta bere blondă, cu 5% alcool, a fost lansată cu intenția de a cuceri piața populară. Cuvântul thailandez chang (în thailandeză ช้าง) înseamnă „elefant”, iar acest animal, primordial cultural în Thailanda, apare pe eticheta sticlelor. Berea Chang nu a promovat o imagine exotică a țării, așa cum o făcuse berea Singha⁠(d) (care folosea sloganul „Țara mea, berea mea”), ci a exprimat valorile tradiționale într-un mod modern: templele și pagodele din reclame au fost înlocuite cu apeluri la speranță și la necesitatea reînnoirii țării. Campaniile de publicitate s-au sprijinit pe latura națională a mărcii, folosind popularul grup muzical rock Carabao⁠(d) și sloganul „O bere produsă de thailandezi”. Având un preț de vânzare cu mult mai mic decât cel al principalului său competitor, berea Chang a reușit rapid să obțină o cotă de piață mai mare de 50%. Singha a reacționat ulterior, lansând berea Leo în 1998 și berea Super Leo în 1999 și folosind aceeași strategie de marketing.
Logo-ul berii Chang, reprezentat de doi elefanți sub un copac (elefantul este un simbol al superiorității și regalității într-o țară profund atașată monarhului ei), este folosit ostentativ în campaniile publicitare din Thailanda pentru promovarea apei minerale Chang într-o încercare de a evita restricțiile cu privire la publicitatea băuturilor alcoolice.

## Sortimente
Berea Chang este o bere de fermentație inferioară⁠(d), făcută cu malț de orz, completat cu puțin orez. Pentru unele variante nu este clar dacă sunt beri diferite sau aceeași bere cu un nume diferit. Ea este produsă în mai multe sortimente:
- Chang Beer, versiune lager, cu un conținut de alcool⁠(d) de 5,0% și o culoare aurie chihlimbarie;[30]
- Chang Export, versiune lager, cu un conținut de alcool de 5,0% și o culoare aurie chihlimbarie;[31]
- Chang Draught, versiune lager, cu un conținut de alcool de 5,0% și o culoare aurie chihlimbarie;[32]
- Chang Classic, versiune lager, cu un conținut de alcool de 6,4% și o culoare aurie chihlimbarie;[33]
- Chang Light, versiune lager, cu un conținut de alcool de 4,2% și o culoare aurie chihlimbarie.[34]

## Promovare

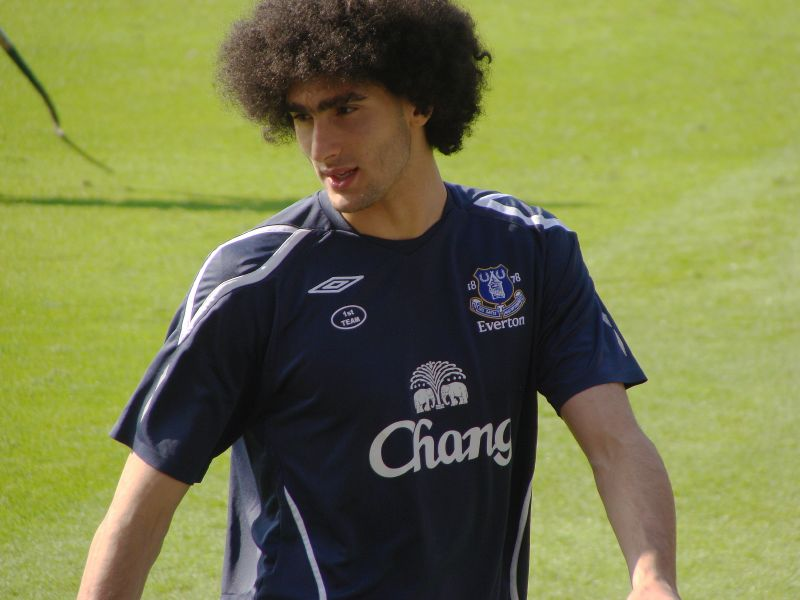
Berea Chang a devenit sponsor al echipei de fotbal Everton FC

Berea Chang are o lungă istorie de susținere a fotbalului, fiind sponsorul oficial al echipei naționale de fotbal a Thailandei pentru mai mult de 10 ani, al mai multor cluburi din Thai Premier League și al unor cluburi din Premier League (Anglia) și La Liga (Spania).
La începutul sezonului 2004-2005 berea Chang a devenit sponsor⁠(d) al clubului englez de fotbal Everton. Noi acorduri au fost încheiate în 2005, 2008, 2010 și 2014. Contractul de sponsorizare din 2008 prevedea alocarea sumei de 4,5 milioane de lire sterline, iar cel încheiat în 2010 (pe o durată de trei ani) avea valoarea de 8 milioane de lire. În anul 2017 cele două companii au intrat într-un „acord de parteneriat comunitar” pe trei ani.
ThaiBev a semnat în aprilie 2012 acorduri de sponsorizare pe trei ani cu cluburile spaniole de fotbal FC Barcelona și Real Madrid pentru promovarea berii Chang. Contractul încheiat cu Real Madrid prevedea alocarea sumei de 500 de milioane de bahți (16 milioane de dolari), Contractul de sponsorizare cu FC Barcelona a fost prelungit în 2015 pe încă trei ani.
În august 2018 a fost semnat un acord de parteneriat pe trei ani cu clubul de fotbal englez Leicester City, deținut în acea vreme de omul de afaceri thailandez Vichai Srivaddhanaprabha, prin care berea Chang a devenit bere parteneră exclusivă pe King Power Stadium. La începutul aceleiași luni, clubul Leicester încheiase un acord de sponsorizare cu Sabeco (companie vietnameză deținută de concernul ThaiBev) prin care berea Bia Saigon devenea sponsor al clubului în sezonul 2018–2019 pentru o sumă anuală cuprinsă între 2,5 și 3 milioane de lire sterline, iar logo-ul ei urma să fie înscripționat pe mânecile noilor tricouri ale echipei. Contractul cu berea Chang a fost reînnoit la expirarea lui.
Compania thailandeză a sponsorizat circuitul internațional de motociclism de la Buriram (care a purtat în perioada 2014–2022 numele Chang International Circuit) și sponsorizează, de asemenea, stadionul echipei de fotbal Buriram United F.C. (care poartă din 2017 numele Chang Arena).

## Premii
Marca emblematică a companiei ThaiBev, berea Chang, a câștigat numeroase premii la competițiile internaționale dedicate berii:
- Australian International Beer Awards
  - Chang Beer a câștigat medalia de aur la categoria Lager, Unlimited Degree[6]
  - Chang Draft a câștigat de două ori medalia de bronz (2008 și 2009) la categoria European Style Lager, Chang Light a câștigat o medalie de argint (2008) și o medalie de bronz (2009) la categoria Low carb/dry și Chang Export a câștigat de două ori medalia de bronz (2008 și 2009) la categoria Other, eg Amber, Bock, Oktoberfest, Marzen, Vienna.[51][52]
  - Chang Beer a câștigat medalia de bronz (2010) la categoria Pilsner.[53]
- Monde Selection⁠(d) de la Bruxelles
  - Chang Beer a câștigat de trei ori medalia de aur (în 2008, 2009, 2010) la categoria Beers, Waters & Soft Drinks, un premiu de aur (în 2013)[50] și o medalie de aur (2018)[54]
- World Beer Awards
  - Chang Draught a obținut titlul „Asia’s Best Pils/Pilsner 2010” (2010)
  - Chang Beer a obținut titlul „Asia’s Best Premium Lager” (2011)[50]
- World Beer Championships
  - Chang Beer a câștigat premiul de argint în 2018[54]

## Galerie

Bere Chang
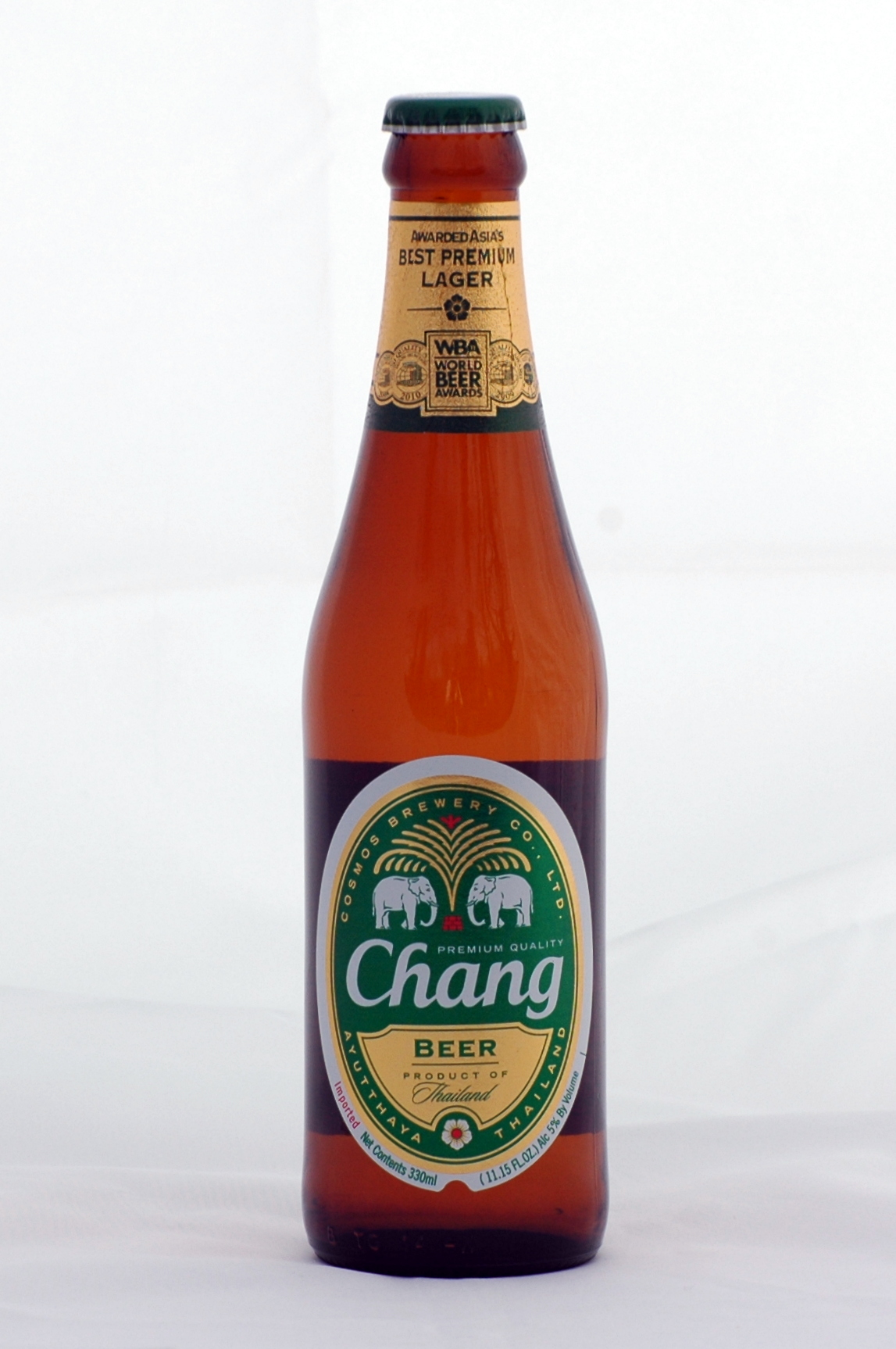
Chang Beer
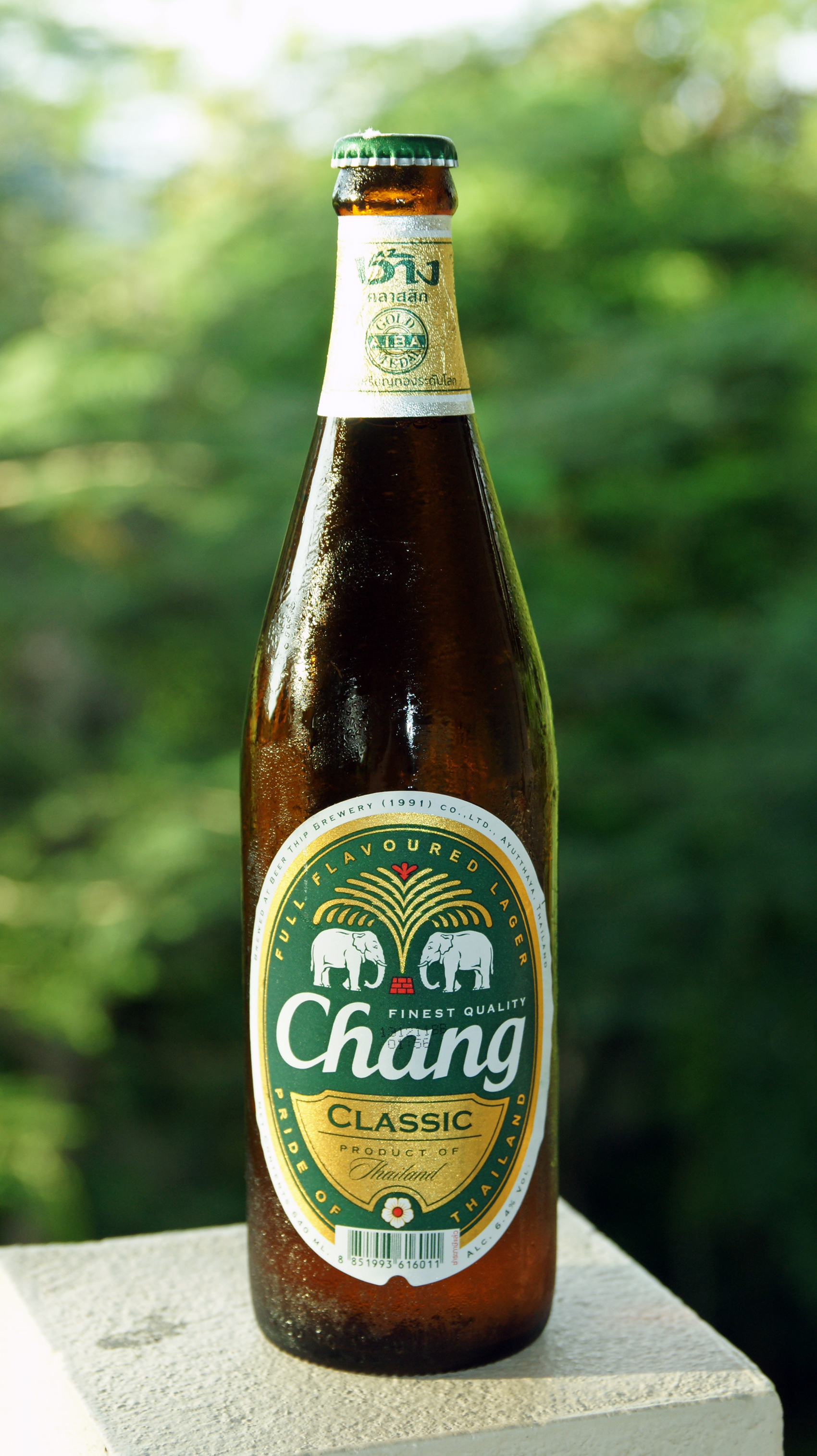
Chang Classic
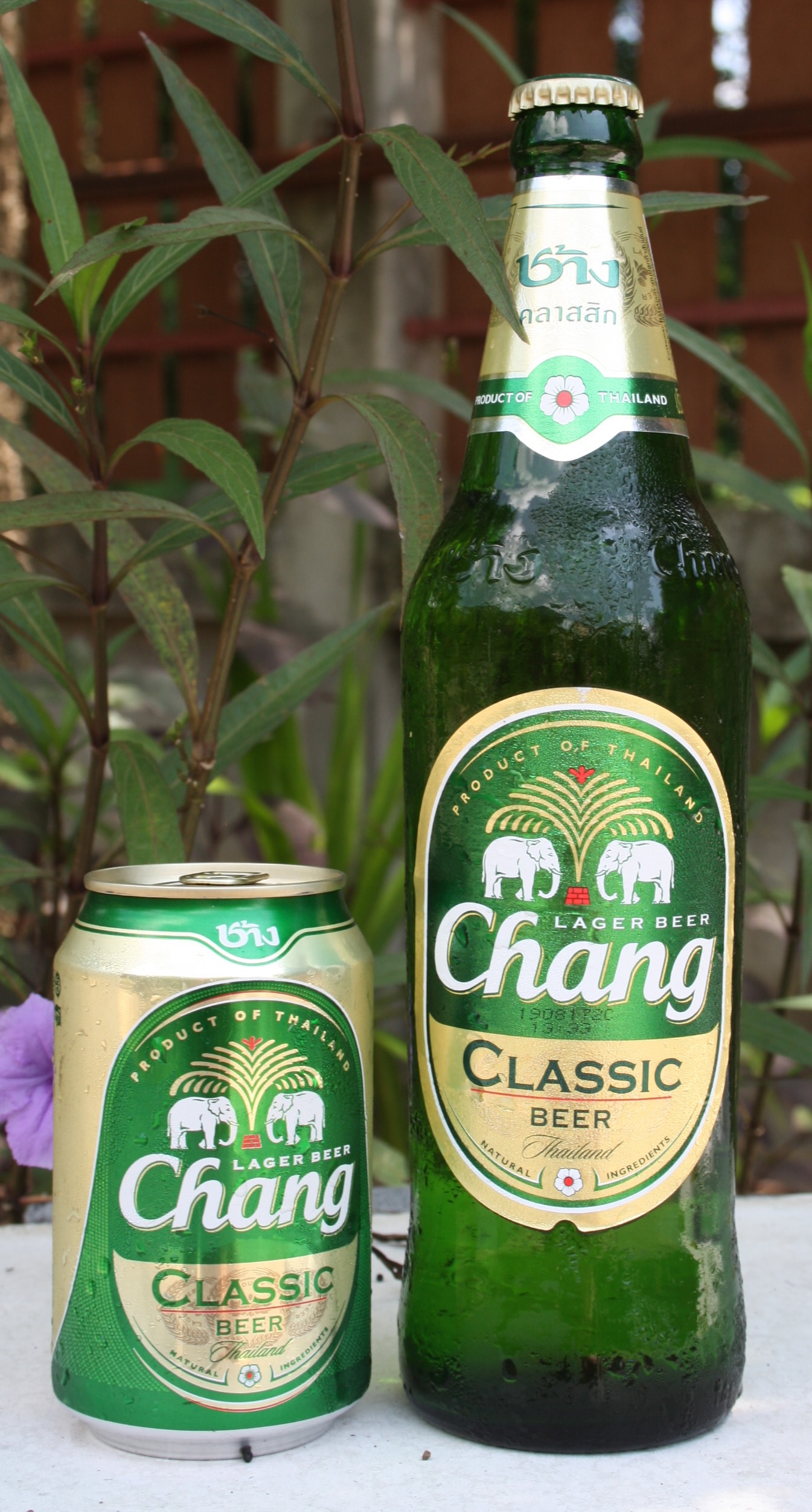
Cutie și sticlă de Chang Classic
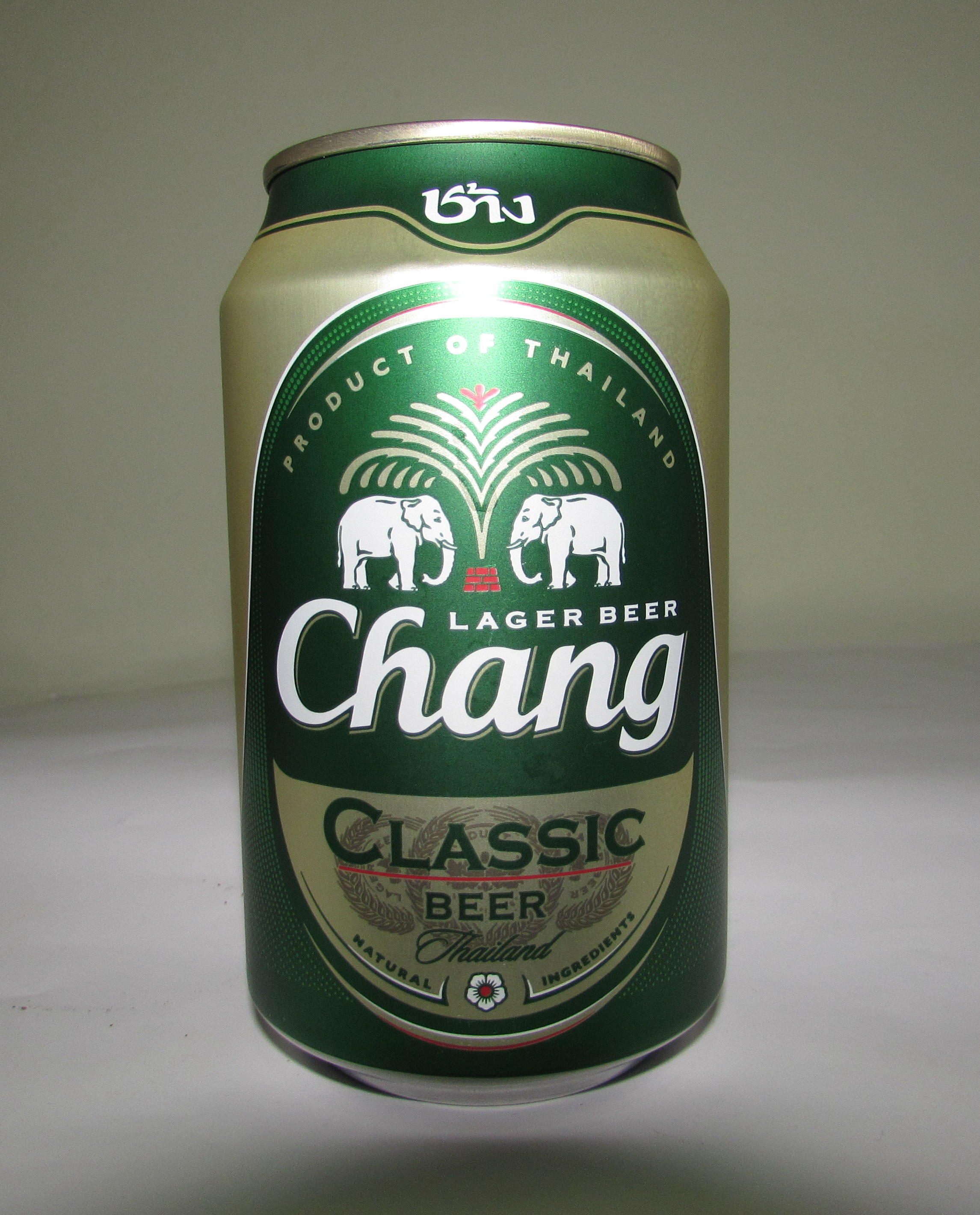
Cutie de bere Chang Classic (330 ml)
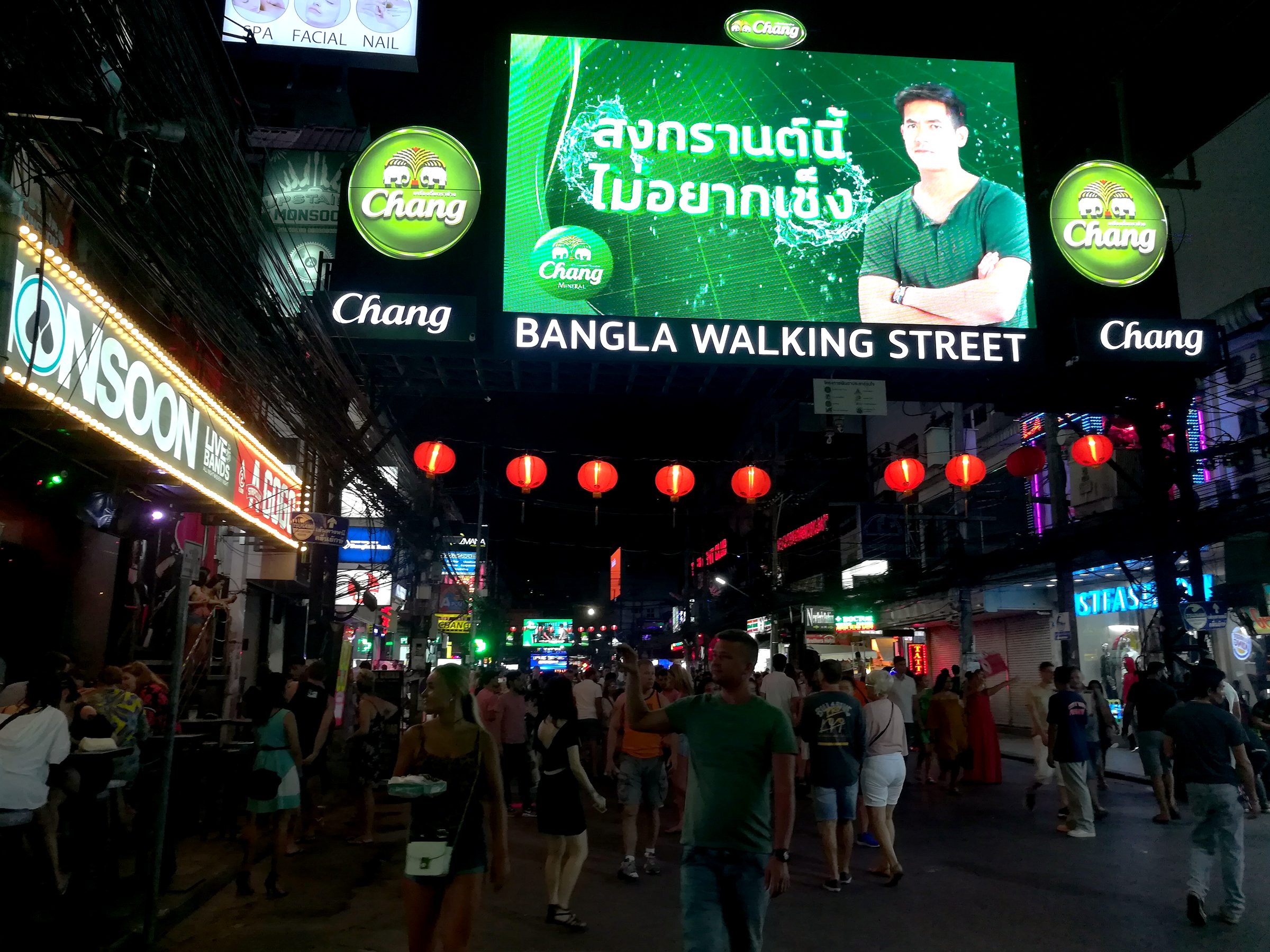
Logo-ul berii Chang într-o zonă pietonală din cartierul Patong al orașului Phuket